# Бонджорно, Джулия
Джулия Бонджорно (итал. Giulia Bongiorno; род. 22 марта 1966, Палермо) — итальянский адвокат и политик, министр без портфеля по делам государственной службы Италии (2018—2019).

## Биография
Родилась 22 марта 1966 года в Палермо. Отец, Джироламо Бонджорно, профессор гражданского процессуального права. Окончила юридический факультет университета Палермо, защитив дипломную работу на тему активов банкротов.
С 1992 года стала специализироваться на уголовном праве.
В 1995 году вошла в адвокатскую бригаду Джулио Андреотти, обвинявшегося в наличии связей с мафией. В 2002 году открыла собственное адвокатское бюро.

### Политическая карьера
С 28 апреля 2006 по 14 марта 2013 года являлась депутатом парламента XV и XVI созывов. В 2006—2008 годах входила во фракцию Национального альянса, в 2008—2010 годах — во фракцию Народа свободы, затем — «Будущее и свобода за третий полюс».
В качестве адвоката представляла интересы 67 граждан Италии и Германии, пострадавших при крушении судна «Коста Конкордии» в 2012 году.
26 октября 2012 года избрана в состав совета директоров футбольного клуба «Ювентус».
По итогам очередных выборов 4 марта 2018 года прошла в Сенат, став единственным представителем Лиги Севера, избранным в верхнюю палату парламента от Сицилии.

### Работа в первом правительстве Конте
1 июня 2018 года вступила в должность министра без портфеля по делам государственной службы в правительстве Конте.
4 сентября 2019 года Джузеппе Конте сформировал своё второе правительство. Новым министром государственной службы стала Фабиана Дадоне. Бонджорно не получила никакого назначения. 5 сентября новый кабинет принёс присягу.

### Вне правительства
3 октября 2020 года участвовала в судебном заседании в Катании, представляя в качества адвоката интересы Маттео Сальвини в «деле Gregoretti» о запрете иммигрантам сойти на итальянский берег с подобравшего их в море судна. Эпизод относится к периоду нахождения Сальвини в должности министра внутренних дел. Когда судья удалился в совещательную комнату, от стены в зале суда отвалилась 50-килограммовая мраморная плита и задела Бонджорно, после чего той потребовалась медицинская помощь.
Представляет интересы Маттео Сальвини по делу о незаконном запрете судну испанской неправительственной организации Open Arms со 147 мигрантами на борту на вход в порты Италии в августе 2019 года, возбуждённому в 2021 году. 20 декабря 2024 года Сальвини был оправдан по этому делу в суде первой инстанции.